# Stationsbuurt (Reimerswaal)
Stationsbuurt est un hameau de la commune néerlandaise de Reimerswaal, en Zélande. Il est situé environ 1 km au nord du village de Rilland, dont il dépend. Dans le hameau est située la gare de Rilland-Bath, sur la ligne ferroviaire reliant Roosendaal à Flessingue.